# 동양의학
동양의학(東洋醫學)은 동양 방식 고유의 전통의학을 뜻하는 용어이다.

## 명칭과 배경
동양전통의학(東洋傳統醫學)이라고도 불리는 동양의학(東洋醫學)은 흔히 한의학(韓醫學, 漢醫學)을 지칭하며 한약(韓藥, 漢藥)을 사용한 치료법과 한방 침구 요법(韓方 鍼灸 療法, 漢方 鍼灸 療法)이 주된 치료법이다.
한방(韓方 또는 漢方)이라는 표현도 쓰인다.

## 같이 보기
- 한의학
- 한의사
- 한약
- 침술
- 뜸
- 한약사
- 팔강
- 사상의학
- 중의학
- 일본한방의학
- 금원사대가
- 동양 철학
- 아유르베다